# Tanguy Ringoir

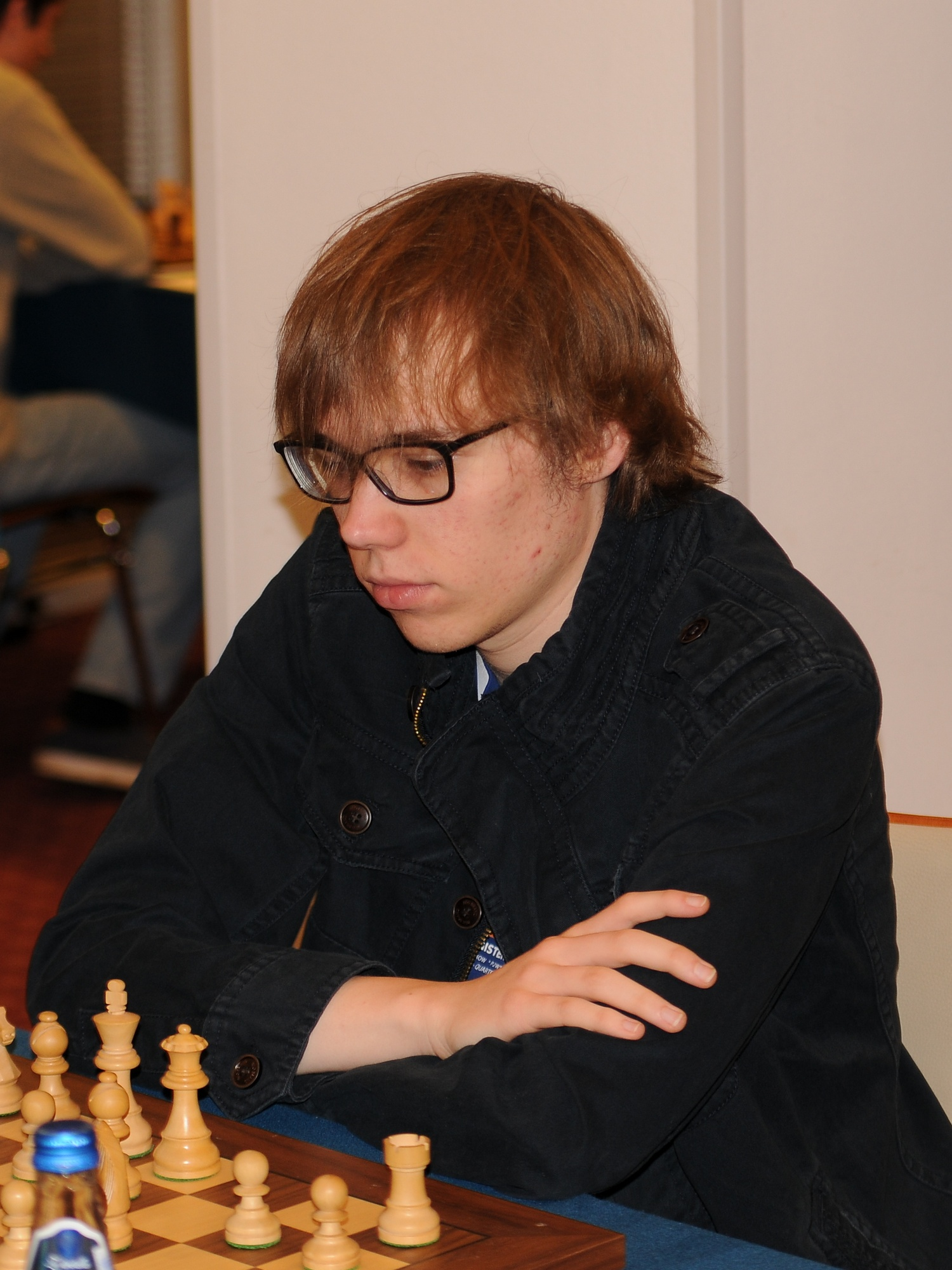
Tanguy Ringoir in 2013

Tanguy Ringoir (Wetteren, 29 juni 1994) is een Belgische schaker. Hij is sinds 2015 een Internationale grootmeester (GM). Hij is tweevoudig  Belgisch schaakkampioen (2012, 2013). Daarnaast studeert hij toegepaste taalkunde Engels-Russisch aan de HUB.